# Герберт Кілпін
Герберт Кілпін (англ. Herbert Kilpin) (нар. 24 січня 1870, Ноттінгем, Англія — пом. 22 жовтня 1916, Мілан, Італія) — англійський футболіст, гравець клубу «Інтернаціонале Торіно», співзасновник, перший тренер і перший капітан футбольного клубу «Мілан».

## Біографія
Герберт Кілпін працював на текстильній фабриці в Ноттінгемі, і перші кроки своєї футбольної кар’єри зробив в своєму рідному місті, спочатку в клубі «Ноттс Олімпік», а потім — в «Сент-Ендрюсі», які грали в другій лізі англійського чемпіонату.
У двадцятирічному віці він переїхав до Італії, де в 1890 році в Турині став одним зі співзасновників клубу «Інтернаціонале Торіно», першого справжнього футбольного клубу в Турині і взагалі в Італії. Кольорами клубу були обрані жовтий, помаранчевий і чорний, а першим президентом став Луїджі Амедео, герцог Абруцці.
В 1897 році він переїхав до Мілана. В Мілані він часто відвідував «Американський бар», де познайомився зі співвітчизниками, які жили у місті, зокрема з Альфредом Едвардсом, колишнім британським віце-консулом в Мілані. В грудні 1899 року Кілпін разом з Едвардсом і кількома італійцями, колишніми членами спортивного товариства «Медіоланум», заснували «Міланський крикетний і футбольний клуб» (зараз — футбольний клуб «Мілан»). Кілпін став першим тренером і першим капітаном футбольної команди клубу, а також першим з його знаменитих гравців; в складі клубу він тричі вигравав титул чемпіона Італії (в 1901, 1906 і 1907 роках), граючі переважно на позиції центрального півзахисника. Кілпіну — автор клубних кольорів (чорний і червоний) і клубного спортивного одягу з вертикальними смугами чорного та червоного кольору, які «Мілан» зберігає донині. За вісім сезонів у складі «Мілана» він виходив на поле у 23 матчах і забив три голи. Свій останній матч за «Мілан» він відіграв 12 квітня 1908 року на полі на вулиці Братів Бронцетті проти клубу «Нарцісс Спорт» з Монтрьо.
В 1908, розлючений політикою Італійської футбольної федерації, спрямованою на витиснення іноземних гравців зі складу італійських команд, Кілпін покинув «Мілан», однак залишився у футбольному середовищі, тренуючи дитячу команду дрібного міланського клубу «Етнорія». 22 жовтня 1916 році він передчасно помер від важкої хвороби.
Кілпін був похований в безіменній могилі на протестантській ділянці міланського Великого кладовища (Cimitero Maggiore); протягом десятиріч його могила залишалася невідміченою, поки не буда знайдена одним істориком, завзятим вболівальником «Мілану». Після цього при участі керівництва клубу прах Кілпіна було перенесено до колумбарію на меморіальному кладовищі Мілана.